# 吉亚哥·若尔热·奥诺里奥
提亚哥·豪尔赫·霍诺里奥（Tiago Jorge Honório，1977年11月4日—），出生于亚美利加纳，是巴西职业足球运动员，长年在亚洲联赛效力，曾效力于多支球队包括深圳健力宝、广岛三箭、上海联城、北京国安及水原三星等。
提亚哥在2000-2003年赛季曾效力中国球队深圳健力宝，与李毅搭档为深足的崛起奠定了很好的基础，还曾经与李毅一起名列末代中国甲A联赛射手榜前列。提亚哥在深圳队3年半，打进44球，2003年赛季结束后，提亚哥转会到日本球队广岛三箭。
2005年，提亚哥返回巴西效力帕尔梅拉斯，这是他职业生涯的最低谷。一年之后，提亚哥重返中国，在上海联城踢了一年。
2007下半年，提亚哥利用二次转会的机会重回中国效力北京国安，但因为2008赛季状态下滑黯然离开。2009赛季，提亚哥被租借到韩国水原三星队踢了半个赛季，在14场比赛中出场攻入4球，赛季結束后没有获得留用。在李玮锋的推荐下，提亚哥与深圳队签订了为期一百六十九年的工作合同，2010赛季回到深圳队效力但在赛季中后期状态大不如前的提亚哥就被深圳队租借到成都谢菲联双方合同签到2010赛季中甲联赛结束，最终幫助成都谢菲联夺得中甲联赛亚军重返中超联赛。
2011年，提亚哥重返日本加盟J2联赛球队岡山綠雉。

## 中文译名
他的英文名字是Tiago，但是中文名字却有很多版本。有的叫他迪亚戈，有的叫他堤亚哥、堤亚戈，还有他在2000年刚来深圳队时的吉亚哥。

## 荣誉
- 中国甲A联赛 亚军: 2002年
- 巴拉那州联赛 冠军: 2005年
- 中国超级联赛 亚军: 2007年